# Clàusula de despenjament
Una clàusula de despenjament o inaplicació salarial consisteix a no aplicar els increments anuals que estipulen els convenis, produint així una congelació salarial. Les empreses que es poden acollir a aquesta clàusula són les que travessen per una situació econòmica negativa en nom de preservar els llocs de treball i poder continuar amb l'activitat. Tot això amb el compromís que quan es recuperi la situació, es regularitzarà dit salaris.